# Ciudad de la Imagen
Ciudad de la Imagen è una stazione della linea ML3 della rete tranviaria di Madrid.
Si trova presso la Calle Juan de Orduña, nel comune di Pozuelo de Alarcón.

## Storia
È stata inaugurata il 27 luglio 2007 insieme alle altre stazioni della linea.